# Maria Ludwika Bernhard
Pour les articles homonymes, voir Bernhard.
Maria Ludwika Bernhard, née le 6 août 1908 à Łódź (Pologne) et morte le 4 août 1998 à Varsovie, est une archéologue franco-polonaise spécialiste de l'art grec, domaine dans lequel son ouvrage sur l'inventaire des vases grecs fait référence.

## Biographie
Maria Ludwika Bernhard naît le 6 août 1908 à Łódź (Pologne) dans une famille franco-polonaise ce qui lui permet d'acquérir la double nationalité.
Élève de l'École française d'Athènes (archéologie classique et histoire de l'art), elle obtient en 1939 le titre de docteur à l'université de Varsovie. En 1938 il lui revient la responsabilité d'organiser la galerie d'art ancien au Musée national de Varsovie.

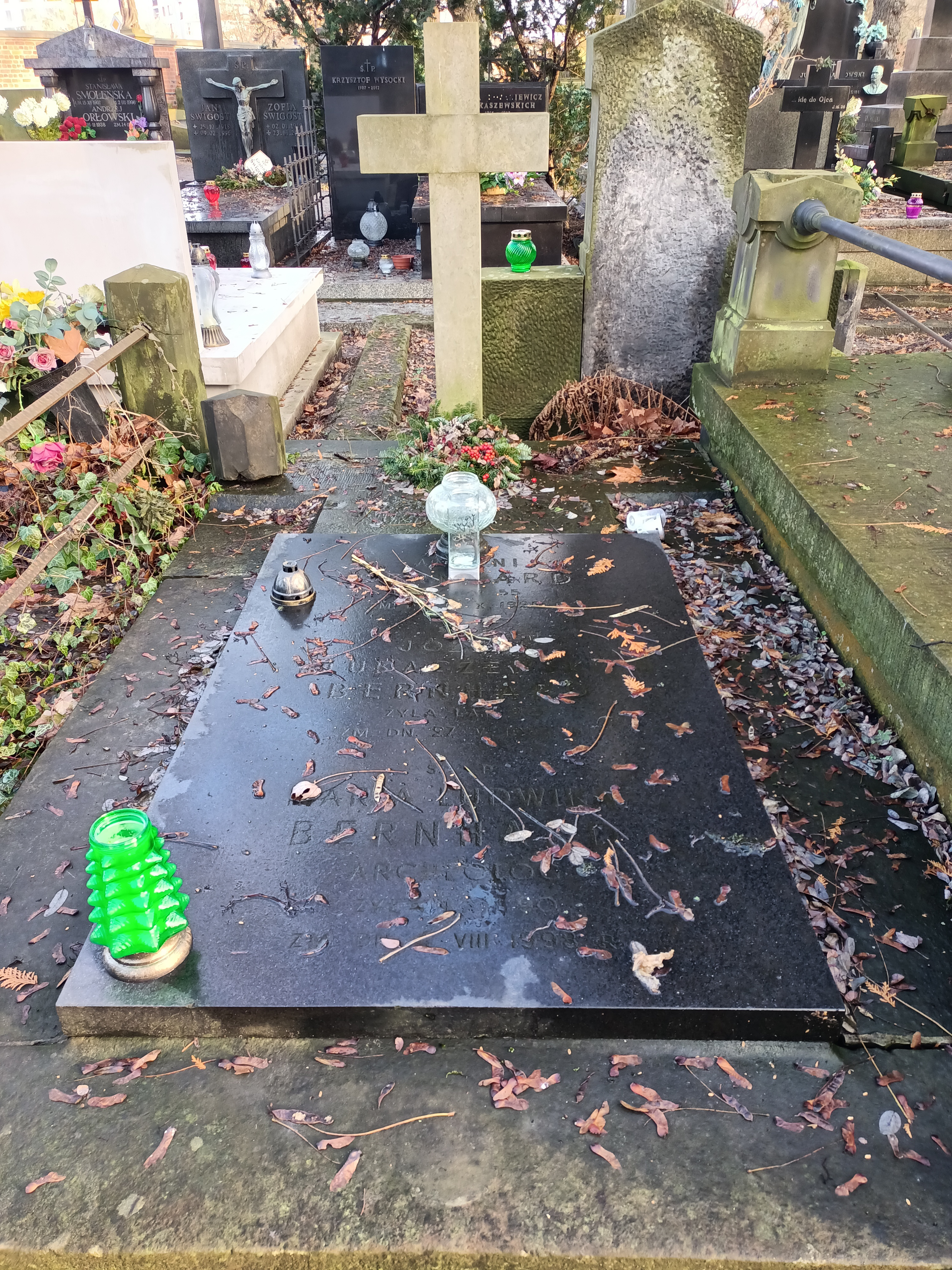
Sépulture de Maria Ludwika Bernhard.

Pendant l'occupation allemande de la Pologne, lors de la Seconde Guerre mondiale, Bernhard vit à Varsovie et prend une part active dans le mouvement de Résistance intérieure. Elle est officier de liaison de l'Armée de l'intérieur dont, plus tard, elle dirige le département des communications  du commandement régional de Varsovie. En même temps, elle continue à travailler au musée pendant la guerre, où elle permet la sauvegarde les collections d'art. En juin 1940, elle est arrêtée et incarcérée à Pawiak, prison de Varsovie administrée par la Gestapo : sa double nationalité franco-polonaise lui permet d'échapper à une condamnation à mort.
Libérée à la fin de la guerre, Maria Ludwika Bernhard enseigne comme professeur d'archéologie classique à l'université de Varsovie, poste qu'elle conserve jusqu'à sa retraite en 1978. Parallèlement, elle travaille au département des Arts anciens au Musée national de Varsovie dont elle est conservatrice de 1945 à 1962. En 1954, elle est promue à la chaire du département d'archéologie classique de l'université Jagellonne de Cracovie.
Elle participe à des fouilles à Tell Edfou en Égypte en 1954 et en Crimée de 1956 à 1958. Elle supervise une expédition archéologique à Palmyre en 1967, chantier interrompu par la Guerre des Six Jours.
Maria Ludwika Bernhard est principalement connue pour la publication en Pologne de quatre volumes de l'Histoire de l'art grec ancien et de sept volumes du Corpus Vasorum Antiquorum : une discussion scientifique sur les collections d'art du Musée national de Varsovie.
Elle meurt le 4 août 1998 à Varsovie.

## Distinctions
- Croix de l'Armia Krajowa ;
- Croix d'or du Mérite polonais ;
- Chevalier dans l'Ordre national de la Légion d'honneur[Quand ?].